# جون ووكر (مخرج)
جون ووكر (بالإنجليزية: John Walker)‏ هو رسام رسوم متحركة ومخرج أمريكي، ولد في القرن العشرين، وتوفي في 7 فبراير 2016.

## وصلات خارجية
- جون ووكر على موقع IMDb (الإنجليزية)
- جون ووكر على موقع أول موفي (الإنجليزية)
- جون ووكر على موقع قاعدة بيانات الفيلم (الإنجليزية)
- جون ووكر على موقع ANN person (الإنجليزية)